# Катран коктебельський
Катран коктебельський (Crambe koktebelica) — рослина роду катран (Crambe) родини капустяні (Brassicaceae), поширений у Криму й Росії.
- не плутати з акулою «Катран (Squalus)»

## Біологія виду
Однорічна або дворічна рослина 150—250 см заввишки. Всі листки зверху майже голі, знизу на жилах з довгими рідкими волосками, іноді з обох сторін волосисті; нижні листки 20–29 см завдовжки, ліроподібні, розсічені на зубчасті частки, рідше цілокраї. Квітки білі, дрібні, зібрані в складну розлогу китицю. Плід — гладенький нерозкривний двочленний стручечок.
Цвіте у квітні–травні. Плодоносить у червні–вересні.

## Поширення
Поширений у Криму й на півдні європейської частини Росії
В Україні вид зростає на глинисто-щебенистих обривах Чорного моря в Криму (Тарханкутський і Керченський п-ови, а також на сході ПБК (Феодосійська міськрада, смт Планерске, масив Карадаг). Кормова й декоративна рослина.

## Значення
Вітамінне, декоративне, жироолійне, їстівне, лікарське.

## Загрози й охорона
У Криму основною загрозою цьому виду є розвиток туризму, особливо навколо Коктебеля, який є одним з найпопулярніших туристичних напрямків півострова. У Російській Федерації урбанізація веде до деградації середовища проживання.
Він занесений до регіональних Червоних списків Краснодарського (рідкісний), Ставропольського (під загрозою вимирання) й Ростовського (під загрозою вимирання, можливо, вимер) регіонів. Зростає в Карадазькому, Казантипському й Опуцькому заповідниках. Занесений до Червоної книги Україні в статусі «Рідкісний».